# 謝潑德 (密蘇里州)
謝潑德（英語：Shepard）是位於美國密蘇里州艾昂縣的鬼鎮。

## 歷史
謝潑德的郵局於1913年設立，其後於1929年停運。

## 地理
謝潑德所處的海拔為高於海平面363米（即1191英呎），而該地所採用的時區為UTC-6，即北美中部時區（CST）。同時該地設有夏令時間，為UTC-6調快一小時，即UTC-5（CDT）。